# The Last of Us Remastered
The Last of Us Remastered (укр. Останні з нас: Оновлена версія) — відеогра у жанрі пригодницького бойовика, розроблена студією Naughty Dog та видана Sony Interactive Entertainment. Є оновленою і вдосконаленою версією гри The Last of Us, але, на відміну від неї, була видана ексклюзивно для консолі PlayStation 4 в липні 2014 року. Оновлена версія відрізняється покращеною графікою та рендерингом, зокрема збільшеною дальністю промальовки, покращеною анімацією та вищою частотою кадрів. На вдосконалення технічних можливостей розробники витратили місяці роботи над проєктом.
За сюжетом гра не відрізняється від оригіналу. Події відбуваються на постапокаліптичних просторах минулих Сполучених Штатів, котрі збезлюдніли та стали серйозно небезпечними через 20 років після спалаху кордицепсу — штаму грибка-паразита. Головному герою Джоелу доручено супроводжувати юну Еллі в пошуках вакцини від грибка, до якого дівчина має імунітет. На їхньому шляху траплятимуться сутички як і з ворожими бандами, так і з інфікованими.

## Сприйняття
| Агрегатор    | Оцінка |
| ------------ | ------ |
| GameRankings | 95,70% |
| Metacritic   | 95/100 |
| OpenCritic   | 95/100 |

| Видання        | Оцінка |
| -------------- | ------ |
| Game Informer  | 10/10  |
| GameSpot       | 8/10   |
| IGN            | 10/10  |
| Polygon        | 8/10   |
| VideoGamer.com | 10/10  |
| Игромания      | 10/10  |

Гра, як і оригінальна версія, отримала визнання від багатьох критиків та різноманітних видань. Рецензенти оцінили оновлену графіку, доповнення та деякі покращення в геймплеї. За перший місяць після виходу Remastered було продано більше мільйона копій.
За даними агрегатора оцінок Metacritic, середній бал оновленої версії, заснований на 69 рецензіях у різних виданнях, дорівнює 95 зі 100, що вказує на «загальне визнання» . У GameRankings гра отримала 95,70 % на основі 43 рецензій . Remastered стала третьою за рейтингом грою для PlayStation 4 на Metacritic та GameRankings, поступаючись Red Dead Redemption 2 та Grand Theft Auto V.
До серпня 2014 року було продано понад мільйон копій The Last of Us Remastered. У червні 2018 року компанія Sony оголосила, що загальні продажі The Last of Us і The Last of Us Remastered за весь час склали 17 мільйонів копій — інакше кажучи, продажі однієї тільки Remastered наблизилися до 10 мільйонів проданих копій. У 2019 році президент Sony Interactive Entertainment Джим Райан вказував на The Last of Us Remastered як на одну з ігор, що перетнули рубіж у 10 мільйонів копій.
Гра також була номінована в категорії Best Remaster на The Game Awards 2014 і отримала почесну згадку про Найкращі технології на 15-й щорічній церемонії нагородження Game Developers Choice Awards .